# Zobeltitz (Adelsgeschlecht)

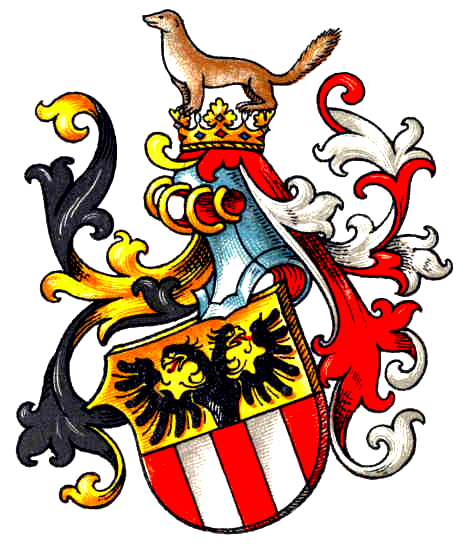
Wappen derer von Zobeltitz

Zobeltitz ist der Name eines sächsischen Adelsgeschlechts. Die Herren von Zobeltitz zählten zu den ältesten Geschlechtern des Meißnischen Uradels.

## Geschichte
Erstmals urkundlich erwähnt wird das Geschlecht am 12. April 1207 mit Henricus de Zablatwiz, der als Henricus de Zabulotez nochmal 1210 urkundlich erscheint. Die Stammreihe beginnt mit Heinrich von Zabeltitz, der von 1463 bis 1466 urkundlich erscheint.  Der Stammsitz Zabeltitz, heute ein Dorf im Landkreis Meißen in Sachsen, war bis zum Ende des 14. Jahrhunderts im Besitz der Familie.
Im 15. Jahrhundert kam ein Stamm in die Niederlausitz. Dort konnten Angehörige der Familie  im 16. und 17. Jahrhundert umfangreichen Grundbesitz erwerben.  Am Ende des 15. Jahrhunderts gelangten sie auch nach Schlesien und in der Mitte des 16. Jahrhunderts in die Mark Brandenburg, wo Topper, südlich von Lagow  gelegen, ihr Hauptsitz wurde. Generationen von ihnen  bewirtschafteten in der Ortschaft über drei Jahrhunderte lang ein Gut, Besitzer war um die Mitte des 19. Jahrhunderts Ernst v. Zobeltitz. Die Familie war bei der Volkszählung von 1871 noch auf Topper. Carl Wilhelm v. Zobeltitz auf Topper war Marschall des Johanniterordens; nach dem Tod des Herrenmeisters Markgraf Karl 1762 nahm er am 13. September 1762 an der Investitur des neu gewählten Herrenmeisters, Prinz August Ferdinand von Preußen, teil.
In der ersten Hälfte des 18. Jahrhunderts entwickelten sich zwei Hauptlinien. Die erste besaß unter anderem Spiegelberg bei Topper im Landkreis Oststernberg und Gleinig im Landkreis Guhrau. Sie führte den Namen Zobeltitz weiter. Die zweite Linie war mit Eichow (heute ein Ortsteil der Gemeinde Kolkwitz) im Landkreis Cottbus begütert und besaß zeitweilig einen Ostpreußischen Ast mit dem Namen Zobel von Zabeltitz. Aus der ersten Linie stammen die beiden bekannten Schriftsteller Fedor von Zobeltitz (* 1857; † 1934) und Hanns von Zobeltitz (* 1853; † 1918) sowie später sein Sohn Hans Caspar von Zobeltitz (* 1883; † 1940). Ernst von Zobeltitz-Eichow (* 1871; † 1953) war Gutsbesitzer und Mitglied des Preußischen Herrenhauses.

## Wappen

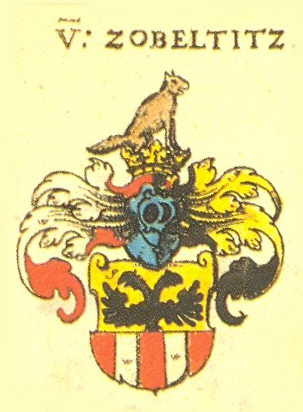
In Johann Siebmachers Wappenbuch 1605 (spiegelverkehrt)

Das Wappen ist geteilt: Oben in Gold ein wachsender schwarzer Doppeladler, unten in Rot zwei silberne Pfähle. Auf dem (bekrönten) Helm  ist ein natürlicher Zobel. Die Helmdecken sind rechts schwarz-golden und links rot-silbern.

## Namensträger
- Fedor von Zobeltitz (1857–1934), deutscher Schriftsteller
- Gerda von Zobeltitz (1891–1963), frühe Transperson im Kaiserreich und der Weimarer Republik
- Hanns von Zobeltitz (1853–1918), deutscher Schriftsteller
- Hans-Caspar von Zobeltitz (1883–1940), deutscher Schriftsteller
- Hans Wilhelm von Zobeltitz (* 1859), deutscher Maler
- Heinz von Zobeltitz (1890–1936), deutscher Maler; Sohn von Fedor v.Z.
- Hilde Stein-von Zobeltitz (* 1895), deutsche Journalistin
- Louis-Ferdinand von Zobeltitz (* 1945), deutscher evangelischer Theologe